# 유럽 고속도로 311호선
유럽 고속도로 311호선(European route E311)은 네덜란드의 위트레흐트에서 브레다까지 이어주는 총 연장 65 km의 구간을 가진 B클래스 형태를 띈 유럽 고속도로 노선망이다.

## 주요 경유지 및 접촉 도로
주요 경유지
- 네덜란드 : 위트레흐트 - 브레다(기네켄 엔 바벨)

접촉하고 있는 도로
- 유럽 고속도로 30호선 (간선도로 12, 27호선) : 루네텐(영어판)
- 유럽 고속도로 35호선 (간선도로 12호선) : 루네텐
- 유럽 고속도로 25호선 (간선도로 2호선)  에베르딘겐(영어판)
- 유럽 고속도로 31호선 (간선도로 15호선) : 호린험
- N97 국도(영어판) (간선도로 59호선) : 후이폴더
- 유럽 고속도로 312호선 (간선도로 58호선) : 신트안나보쉬